# Lasioglossum banahaone
Lasioglossum banahaone là một loài Hymenoptera trong họ Halictidae. Loài này được Cockerell mô tả khoa học năm 1914.